# Guillaume-François-Laurent Debrie
 (juin 2025).
Guillaume-François-Laurent Debrie est un graveur au burin actif en France, aux Pays-Bas et au Portugal au XVIIIe siècle.

## Œuvres
- Oeuvres de Clément Marot valet-de-chambre de François I. Roy de France, revûes sur plusieurs manuscrits, & sur plus de quarante editions ; et augmentées tant de diverses poe͏̈sies veritables, que de celles qu'on lui a faussement attribuées : avec les ouvrages de Jean Marot son pere, ceux de Michel Marot son fils, & les piéces du different de Clement avec François Sagon : accompagnées d'une preface historique & d'observations critiques, La Haye, P. Gosse & J. Neaulme , 1731.
- Joannis Marianae Soc. Jesu Historiae de rebus Hispaniae libri triginta. Accedunt Fr. Josephi Emmanuelis Minianae,... continuationis novae libri decem. Cum Iconibus regum, Hagae Comitum : apud P. De Hondt , 1733.
- Examen du pyrrhonisme ancien & moderne par Monsieur de Crousaz ..., La Haye, Pierre de Hondt, 1733.
- Monumento do agradecimento tributo da veneraçam, obelisco funeral do obsequio, relaçam fiel das reaes exequias, que á defunta Magestade do fidelissimo e augustissimo Rey o Senhor D. Joaõ V. dedicou o Doutor Mathias Antonio Salgado ... offerecida ao muito alto, e poderoso Rey D. Joseph I. Nosso Senhor, Lisboa : Na Officina de Francisco da Silva, 1751.

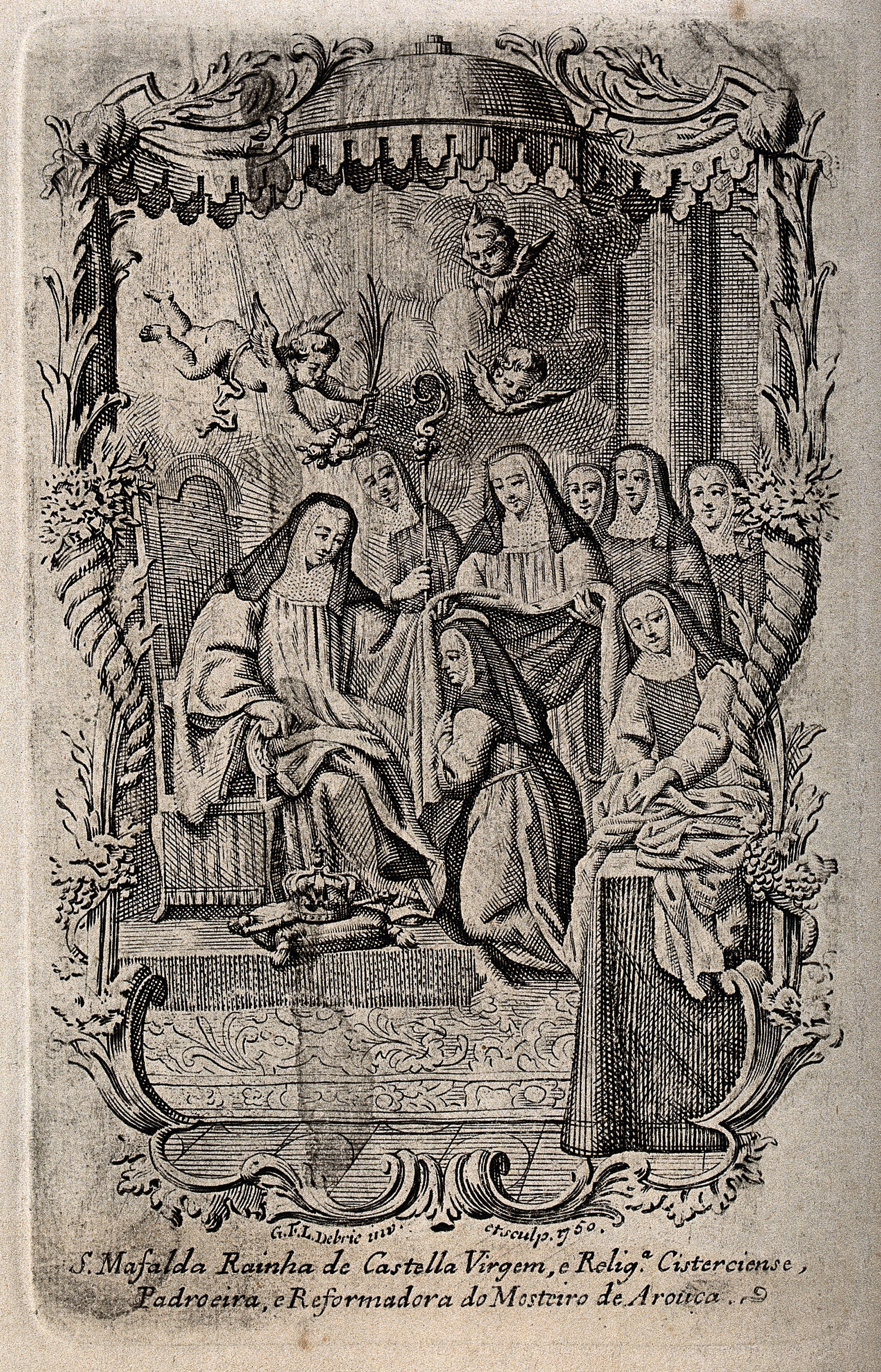
Mafalda du Portugal, bienheureuse et épouse de Henri Ier de Castille
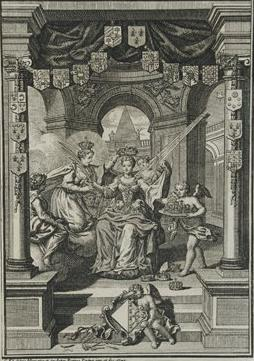
Marie Ire (reine de Portugal),
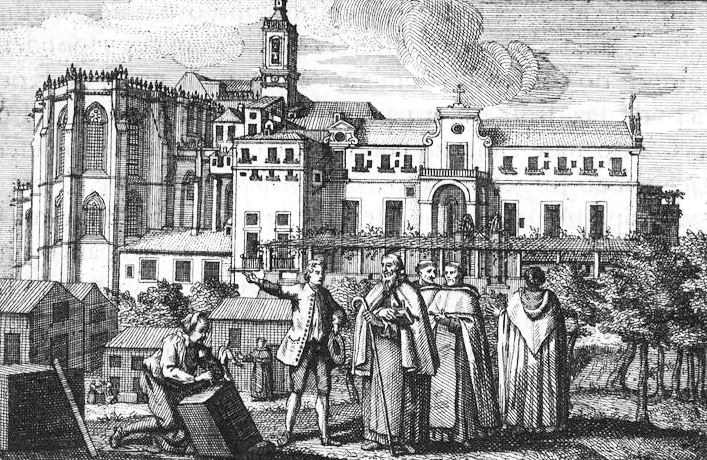
Couvent des Carmes de Lisbonne,
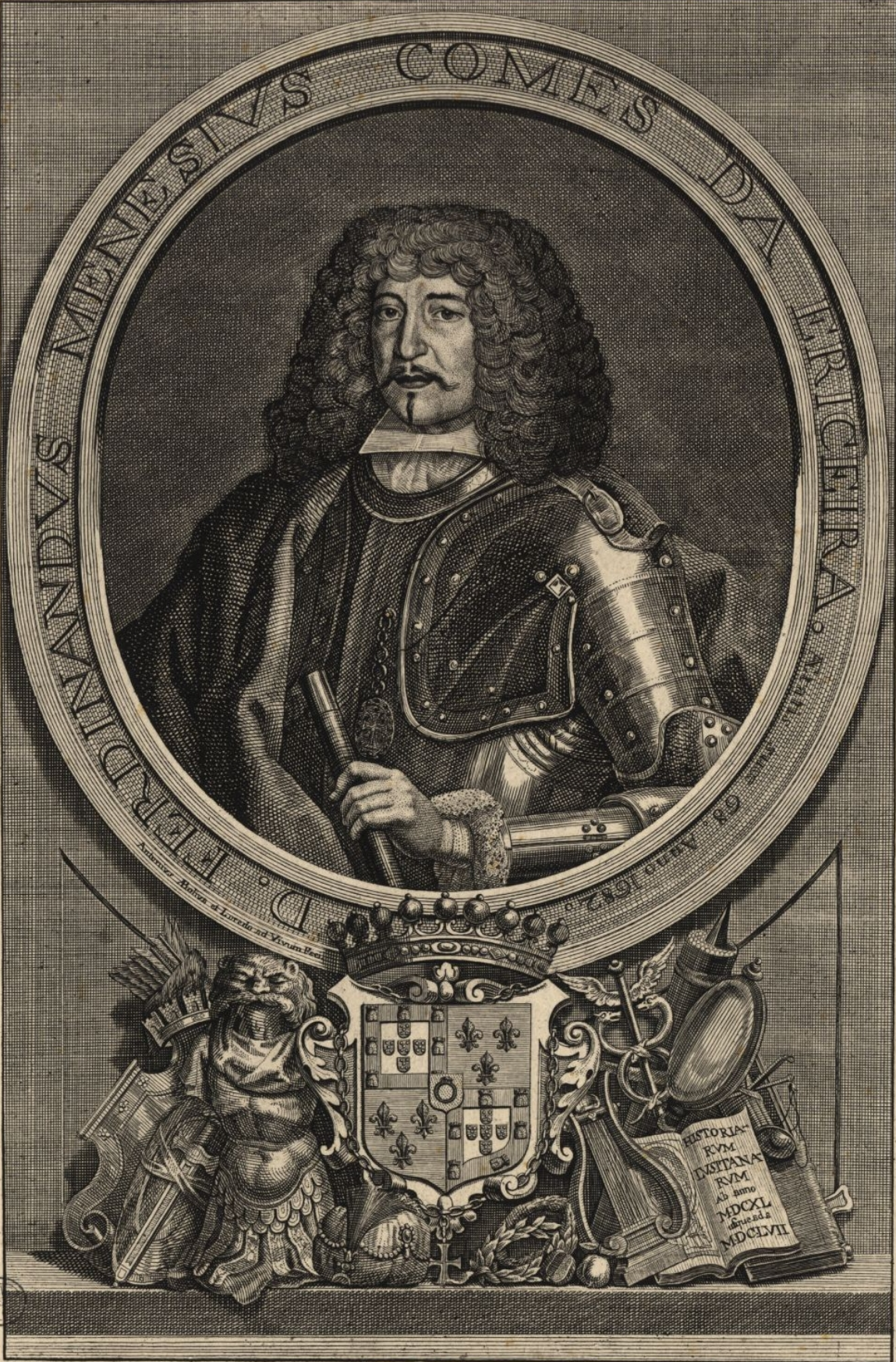
Don Fernando de Menezes(1614-1699), 2e Comte d'Ericeira,
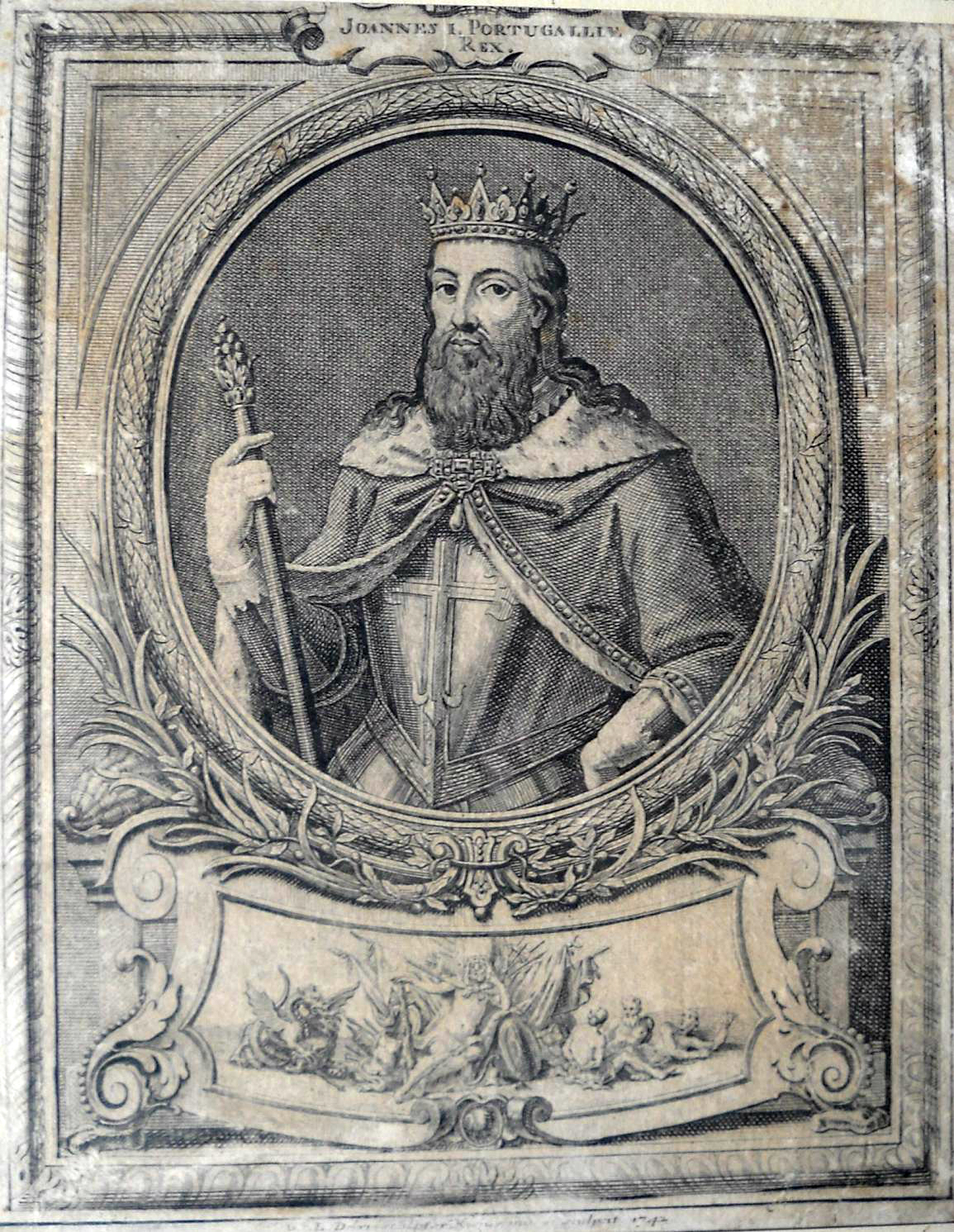
Jean Ier (roi de Portugal).